# Неа Камени
Вижте пояснителната страница за други значения на Камени.
Неа Камени е малък гръцки необитаем остров, част от архипелага Санторини в Егейско море. Намира се до главния остров Тира.
Островът има вулканичен произход – образуван е вследствие от катастрофалното вулканично изригване на Тира, станало там през 1400 г. пр.н.е. В резултат на по-силни изригвания островът постепенно се е увеличил. Близо до него са намира островът Палеа (Палиа) Камени.
В центъра на острова има вулкан, който периодично изригва – последното по-голямо изригване е било през 1950 г.
Туристическа атракция.